# Henryk Berlewi
Henryk Berlewi (20 octobre 1894 à Varsovie - 2 août 1967 à Paris 14e) était un peintre, dessinateur, critique et théoricien de l’art polonais.

## Biographie
Ayant travaillé à Varsovie, Berlin et Paris, Henryk Berlewi  fut l’un des principaux représentants de l’avant-garde des années 1920.
On lui doit l'invention du concept de la mécano-facture.

Le principe de base de mécano-facture fut le rejet de l’illusion spatiale dans la peinture afin de souligner la bi-dimensionnalité de la toile. L’effet des qualités de facture différenciées dans la peinture y est remplacé par leurs équivalents visuels : lignes et plans rythmiques, la juxtaposition schématique de formes géométriques simples. Berlewi limite radicalement la gamme de couleurs en utilisant seulement le noir, le blanc et le rouge (Mécano-facture-blanc-rouge-noire, 1924). De cette façon, il crée une nouvelle facture autonome, indépendante de la qualité des matériaux et correspondant entièrement à la nature de la peinture. Pour obtenir l’effet d’allusion, il utilise des gabarits perforés. La mécanisation des moyens d’expression et le nouveau langage des formes abstraites doivent s’inscrire dans le rythme accéléré de la modernité changeante, pour exprimer l’unification de l’art avec la vie sociale postulée par les constructivistes. En 1924, Berlewi présente sa théorie artistique dans une brochure intitulée Mechano-Faktura et sur les pages de la revue berlinoise Der Sturm ; La galerie Der Sturm, lui consacre également une exposition au même moment.
Il occupe un atelier à Paris, au 11 impasse Ronsin, jusqu'à son décès.

## Archives
- Fonds Henryk Berlewi (1924-1985) [correspondance, coupures de presse, livres et revues, film. ; 3 boites].  Cote : BER 1 - 3. Paris : Bibliothèque Kandinsky, Centre Pompidou (présentation en ligne).